# كنية
كُنية وصيغة الجمع كُنيات أو كُنى أحد أنواع اسم العَلَم، مثل المركب الإضافي، وهو ما يجعل علما على الشخص غير الاسم واللقب، ويشترط فيها أن تبدأ بأحد الألفاظ الآتية: أب أو أم، أو ابن أو بنت، أو أخ أو أخت، أو عم أو عمة، أو خال أو خالة. وتستعمل مع الاسم واللقب أو بدونهما؛ تفخيمًا لشأن صاحبها أن يذكر اسمه مجردا. نحو: أبو خالد، وأم يوسف، وابن الوليد، وبنت الصديق، وقد كني بعض أجناس من الحيوان، فللأسد: أبو الحارث، وللضبع: أم عامر. وغالب كنى النساء؛ إنما هي إذا كبرت المرأة، دُعيت باسم ولدها، وكثير منهن تكنى بكنية زوجها.

## منزلة الكنية
رُوي في حديث ضعيف «بادِروا بأولادِكم الكُنَى لا تغلِبْ عليهم الألقابُ»، فكان العربي يتخذ الكنية لنفسه ولأولاده سدّا لذريعة عدوه الذي قد ينعته بلقب مذموم فينتشر اللقب، لذلك كان يُشهرون أنفسهم بالكنى. وشاع عند العرب استعمال الكنى وكادوا ينفردون بها دون غيرهم، ويستأثرون باستعمالهم في أحاديثهم ومخاطبتهم بعضهم بعضا حتى صار من دواعي الفخر والإعجاب وما يزال في بعض الأقطار العربية أن يكنى الرجل بولده فيقال مثلا لمن له ولد اسمه عبد الله، يا أبا عبد الله، وللمرأة: يا أم عبد الله. وإذا لم يكن للرجل ولد يُكنى به فإنه يكنى بأخيه، وكذلك المرأة، كما حكى الله تعالى في كتابه القرآن ما قاله قوم مريم لها حينما أتتهم بابنها عيسى بن مريم: يا أخت هارون.
وقد اشتهرت في التاريخ الإسلامي أسماء اقترنت بكنى معينة ثم صارت تلك الكنى تطلق على من يتسمى بتلك الأسماء، وإن لم يكن لهم أولاد يحملون الأسماء التي كانت سببا للتكني بها، فمن اسمه محمد يكنى عادة: أبا القاسم، وإن لم يكن له ولد اسمه القاسم، وإبراهيم يكنى أبا إسحاق أو أبا إسماعيل، وإسحاق: أبا يعقوب، وعبد الملك: أبا الوليد، وزيد: أبا أسامة، وهلم جرا. وهناك أسماء تكنى أحيانا بأسماء آبائها، فمن اسمه محمد يكنى: أبا عبد الله، وعمر: أبا الخطاب، وعثمان: أبا عفان، والحسن والحسين: أبا علي، وموسى: أبا عمران، ويوسف: أبا يعقوب وأبا الحجاج.

## روابط خارجية
- "الأسماء بين طغيان الكنى وامتهان الألقاب - اللواء الركن م. سلامة بن هذال بن سعيدان". www.al-jazirah.com. مؤرشف من الأصل في 2020-03-11. اطلع عليه بتاريخ 2020-09-21.